# GFC Düren 09
Der GFC Düren 09 war ein 1909 als Gürzenicher FC Düren 1909 e. V. gegründeter deutscher Sportverein aus der nordrhein-westfälischen Stadt Düren aus der Nordeifel mit etwa 600 Mitgliedern. Der Verein hatte Fußball-, Tischtennis-, Volleyball- , Tennis- und Freizeitsportabteilungen.

## Geschichte
Die erste Fußballherrenmannschaft spielte zwischen 2001 und 2007 in der Oberliga Nordrhein, danach bis zum Ende der Spielzeit 2009/10 in der Mittelrheinliga. Im Januar 2010 musste der Verein Insolvenz anmelden. 
Ihre Heimspiele trug die Fußballmannschaft auf der Sportanlage Papiermühle aus, später auf der Westkampfbahn. Seit Februar 2011 wurde eine Fusion mit der SG Düren 99 angestrebt, die zum 1. April 2011 erfolgte. Der Name des neu entstandenen Vereins lautet Sportgemeinschaft Gürzenicher-Fußballclub Düren 1899. Dessen Fußballabteilung trat zum 15. Juni 2018 dem 1. FC Düren bei.

## Persönlichkeiten
- Edwin Bediako
- Hamdi Dahmani
- Jörg Gerlach
- Wilfried Hannes
- Jürgen Heinrichs
- Johannes Jantze
- Guido Jörres
- Jörg Jung
- Sascha Lenhart
- Ben Manga
- Yves Ngongang
- Stephan Salger
- Delain Sasa
- Ayhan Tumani
- Neville Tjiueza

## Sonstige Sportarten

### Tischtennis
Die erste von insgesamt fünf Herren-Mannschaften spielt in der Saison 2012/13 nach zweijähriger Abstinenz wieder in der höchsten Dürener Spielklasse auf Kreisebene, der Kreisliga. Auch vier Jugendmannschaften nehmen am Spielbetrieb teil.

### Volleyball
Der Volleyballabteilung gehörten seit ihrer Gründung 2003 bereits zwei Beach-Volleyball-Nationalspielerinnen an: Susanne Lahme und Danja Müsch, die gemeinsam Deutschland bei den Olympischen Spielen 2004 in Athen vertraten und dort den 9. Platz erringen konnten. Lahme/Müsch errangen für den Verein bei den deutschen Meisterschaften je einen 1. Platz (2005), 2. Platz (2002), 3. Platz (2003) und 4. Platz (2004).